# مروحية الوطواط
مروحية الوطواط (بالإنجليزية: Batcopter)‏ هي مروحية خاصة بالبطل الخارق الخيالي التابع لشركة دي سي كوميكس باتمان.

## واين الفضاء
يقوم فرع الطيران العسكري بتصميم وتصنيع الطائرات النفاثة والمروحيات للجيش الأمريكي. وأبرز هذه النماذج هي مقاتلة W-4 Wraith وطائرة الهليكوبتر الهجومية Kestrel.

## غثيان-الوطواط
غثيان-الوطواط هي مروحية صغيرة براكب واحد خاصة بباتمان، مصممة بذيل مضاد دوار، والتي تحتاج إلى المزيد من التحكم لكي لا تخرج عن السيطرة. وهي سريعة ومناورة للغاية. ومع ذلك، فإن التصميم الخفيف يحظر الوزن الإضافي للأسلحة الهجومية.
تظهر غثيان-الوطواط في لعبة الفيديو 2012 ليغو باتمان 2: أبطال دي سي الخارقين.

## كهف الوطواط الطائر
«كهف الوطواط الطائر» عبارة عن طائرة هليكوبتر عملاقة مزودة بالعديد من المرافق العلمية الخاصة بكهف الوطواط. كان من بينهم:
- مراقبة فيديو بانورامية
- مولدات شاشة-الدخان لتوفير سحابة أصطناعية.

ومع ذلك، فإن «كهف الوطواط الطائر» تتطلب إعادة التزود بالوقود بشكل متكرر، مما يقلل بشكل كبير من وقت دورياتها.

## فيما يتعلق بـباتمان(مسلسل تلفزيوني)

### خلال الإيجار

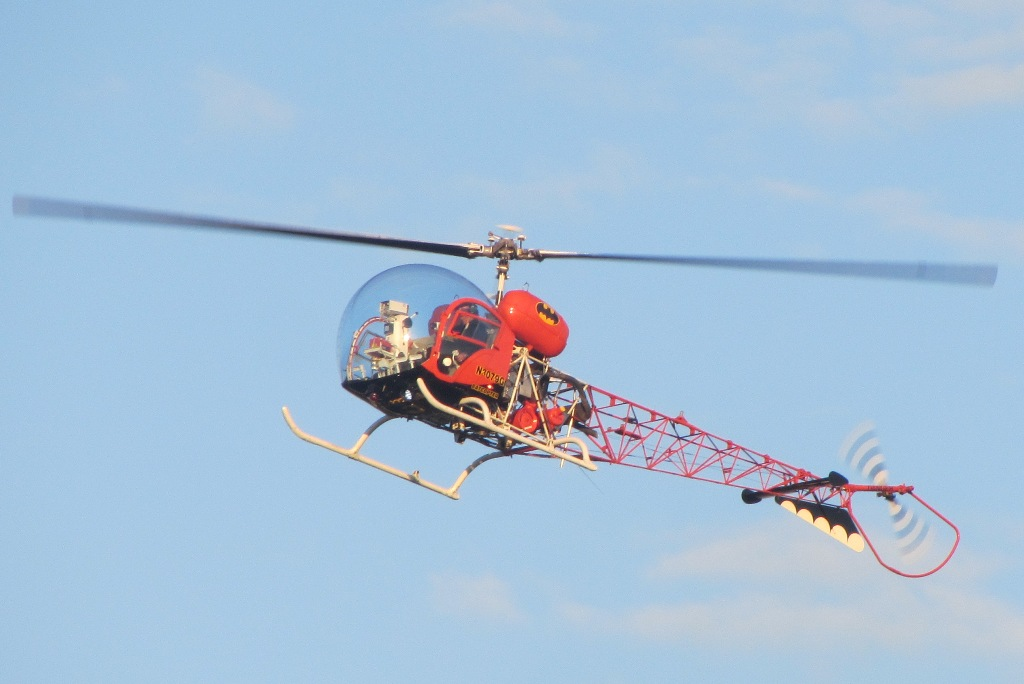
مروحية الوطواط في 2013

كان أول ظهور لمروحية الوطواط في عام 1966 فيلم باتمان. على عكس سيارة الوطواط، دراجة الوطواط، قارب الوطواط، لم يكن الغرض أستعمالها في مسلسل الستينيات باتمان، الذي لم يكن لديه ميزانية لإنشاء مثل هذه المركبات المتقنة. في حين أن المركبات الأخرى تم شراؤها من قبل فوكس القرن العشرين، تم تأجير مروحية الوطواط فقط من أجل الفيلم. كلفت فوكس $750 في اليوم لمدة خمسة أيام من 7 أبريل إلى 11 أبريل، 1966.
وكان مروحية الوطواط طائرة هليكوبتر وظيفية مقدمة من ناشيونال هليكوبتر سيرفيس. بنيت على أساس بيل 47, الذي تم تصميمها من قبل مروحيات بيل تكسترون في عام 1941. كانت مروحية الوطواط نموذج G3B-1 مع تسجيل FAA N3079G, التي سبق أستخدامها في المسلسل التلفزيوني "لاسي" وايه بي سي نيوز. لجعل النموذج يبدو أشبه بمركبة خارقة، تم تركيبه بإطارات أنبوبية مغطاة بالقماش، وتم رسمه باللون الأحمر. ورسم رأس وطواط في الجبهة بينما تم رسم رمز باتمان على الجانب. كان أخطر تغيير في التصميم هو الأجنحة، التي أدت بأنخفاض الطاقة بنسبة تقرب من خمسين بالمائة.
بالنسبة لمشاهد البحر، تم تسجيل مروحية الوطواط في مارينلاند المحيط الهادئ في بالوس فيرديس، كاليفورنيا. معظم اللقطات كانت بعيدة نسبياً حيث كان الطيار هاري هاوس، وليس آدم ويست، الممثل الذي يلعب دور باتمان. وأرتدى هوبي كيرنس زي باتمان للقيام بالأعمال الخطرة، أي تسلق سلم الحبل المعلق على المروحية أثناء ركل القرش الذي كان ينفجر بعد ذلك.
تم تصوير لقطات إضافية من مروحية الوطواط لإدراجها في الموسم الثاني والثالث من المسلسل التلفزيوني.

### بعد الإيجار
عندما أعيد مروحية الوطواط إلى ناشيونال، أزيلت الأجنحة والأنابيب. وقد تم إعادة طلائها لتشبه جميع طائرات المروحية الأخرى وأستخدمت لأغراض متعددة على مر السنين، مثل تغطية السوبر بول لعام 1968. في نهاية المطاف قامت شركة ناشيونال بإحلال محلها Bell 47 وبيعها. كانت المروحية تعمل في السابق على أنها مروحية الوطواط تم شراؤها من قبل رئيس مروحيات نوكآير، إنك. يوجيني نوك. تم أعادة تلوينها وأستبدلت الأنابيب بحيث يمكن أن يطلق عليها مرة أخرى مروحية الوطواط. ومع ذلك، لم يتم أستبدال الأجنحة حيث تم تصنيعها خصيصًا لفيلم باتمان وتم تأمينها لهذا الأستخدام فقط. لم يكن من الممكن توسيع نطاق التأمين على المنتجات للأستمرار بأستخدامها بعد الفيلم حتى أبقت ناشيونال الأجنحة في المنزل لسنوات عديدة في حالة النظر في تتمة الفيلم. تم تدمير الأجنحة في عام 1979 بحيث لا يكون هناك إمكانية لإعادة تركيبها. تم تحديث طراز مروحية الوطواط بمعدات جديدة وإلكترونيات بحيث يمكنها تحقيق أرتفاعات تصل إلى 18,000 قدم وسرعات تصل إلى 105 ميل في الساعة وأوقات طيران تصل إلى ساعتين و 45 دقيقة.

## الفيلم
وصف كريس كوربولد حجم الوطواط وشكلها بأنه يمثل تحديًا كبيرًا للتصوير نظرًا لتركيز كريستوفر نولان على التأثيرات العملية على صور المنشأة بالحاسوب. من أجل جعل الوطواط «تطير»، كانت مدعومة بأشكال مختلفة من الأسلاك، وتم تعليقها برافعات ومروحيات، ومُركبة على مركبة مبنية لهذا الغرض مع أدوات تحكم هيدروليكية لمحاكاة الحركة.

## الألعاب
تم تصميم لعبة مروحية الوطواط من قبل شركة كينير في عام 1984 كجزء من مجموعة القوى الخارقة.

## وصلات خارجية
- The Unofficial Batcopter Biography
- Batman: Collected Issues of the Dark Knight - Batman #203
- Television - Batman: The Series - Gadgets - Batcopter
- Character Profiles - Gadgets - Batcopter
- Character Profiles - Gadgets - Flying Batcave
- Character Profiles - Gadgets - Whirly-Bat
- Character Profiles - Gadgets - Batgyro
- FAA registry of the Batcopter